# José Antonio García-Trevijano Fos
José Antonio García-Trevijano Fos (València, 1 de febrer de 1928 – Madrid, 13 de gener de 1981) fou un jurista i politòleg valencià, membre de la Reial Acadèmia de Ciències Morals i Polítiques.

## Biografia
El 1945 es llicencià en dret amb premi extraordinari a la Universitat de València. En 1952 es doctorà per la Universitat de Bolònia i el 1953 ingressà per oposició al Cos de Lletrats del Consell d'Estat. En 1958 esdevé catedràtic de dret administratiu a la Universitat de Salamanca, on fou vocal del Tribunal Provincial Contenciós Administratiu (1960-1965). Després d'ampliar estudis a les Universitats de Múnic i Harvard, en 1966 fou catedràtic de la Universitat Complutense de Madrid, en la que fou vicerector i degà de la Facultat de Ciències Polítiques, Econòmiques i Empresarials.
En 1960 fou un dels fundadors del Centro de Estudios Tributarios, i posteriorment director del Colegio Universitario de Estudios Financieros. També fou director de l'Instituto Español de Emigración, subcomissari d'Urbanisme de Madrid i director de l'Instituto de Estudios de Administración Local (1974-1977). En 1964 li fou concedida la gran creu de l'Orde del Mèrit Civil i en 1966 la Comanda amb Placa de l'Orde de Cisneros. En 1977 fou elegit acadèmic de la Reial Acadèmia de Ciències Morals i Polítiques. Va morir el 13 de gener de 1981 a Madrid i fou enterrat al cementiri de Carabanchel Alto.

## Obres
- Tratado de Derecho administrativo (tres toms amb cinc volumns). Ed. «Revista de Derecho Privado».
- Principios jurídicos de la Organización administrativa. 1957.
- Curso de Derecho administrativo. Volumen I, 1961.
- Expropiación forzosa y locales de negocio. Escuela de Práctica Jurídica. Salamanca, 1963.
- Liberalismo y liberalización'. Problemas políticos de la vida local. 1965.